# Sigfrid Henrici
Sigfrid Henrici (10 de Maio de 1889 - 8 de Novembro de 1964) foi um oficial alemão, comandante de divisões blindadas durante a Segunda Guerra Mundial.

## História
Sigfrid Henrici era um oficial cadete em 1907 e logo em seguida Leutnant num regimento de artilharia em 1909. Em 1920, ele deixou o Exército para entrar na Polícia, chegado a patente de Polizei Oberst em 1 de Outubro de 1935. Foi movido para o Exército naquele mesmo ano e se tornou Generalmajor em 1 de Junho de 1939.
Com o início da Segunda Guerra Mundial, ele estava no Arko 30 e após foi o comandante da 16ª Divisão de Infantaria (mot.) (16 de Março de 1941). Promovido para Generalleutnant em 1 Junho de 1941 e General der Panzertruppe em 1 de Janeiro de 1943. Ele comandou o XXXX Corpo Panzer (Alemanha) 13 de Novembro de 1942 e após o 4º Exército Panzer (12 de Novembro de 1943) e novamente o XXXX Corpo Panzer (3 de Setembro de 1944).
Foi feito prisioneiro pelos Soviéticos em 9 de Maio de 1945 e foi libertado em 1955. Sigfrid Henrici faleceu em 8 de Novembro de 1964.

## Condecorações
Foi condecorado com a Cruz de Cavaleiro da Cruz de Ferro (13 de Outubro de 1941), com Folhas de Carvalho (9 de Dezembro de 1943, n° 350) e a Cruz germânica em Ouro (13 de Agosto de 1943).